# Bazar Chorsu
Il bazar Chorsu Bazaar  (in uzbeco Чорсу бозор?) è il bazar tradizionale situato nel centro della città vecchia di Tashkent, la capitale dell'Uzbekistan. Sotto il suo edificio a cupola di colore blu e le aree adiacenti, tutte le necessità quotidiane sono in vendita.
Il bazar Chorsu si trova di fronte alla stazione della metropolitana Chorsu di Tashkent, vicino alla Madrasa Kukeldash. "Chorsu" è una parola dalla lingua persiana e significa "incrocio" o "quattro flussi".

## Galleria d'immagini

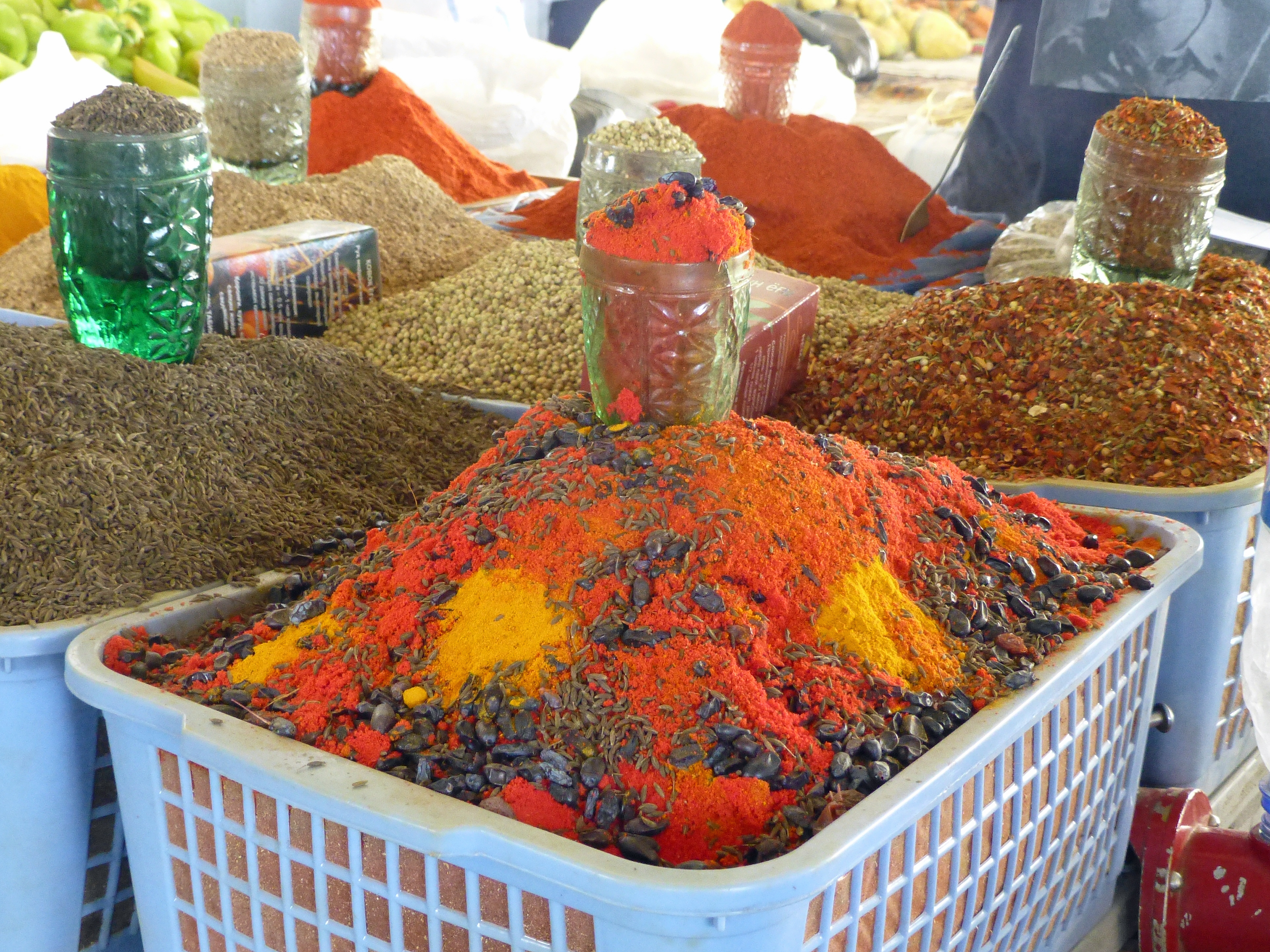
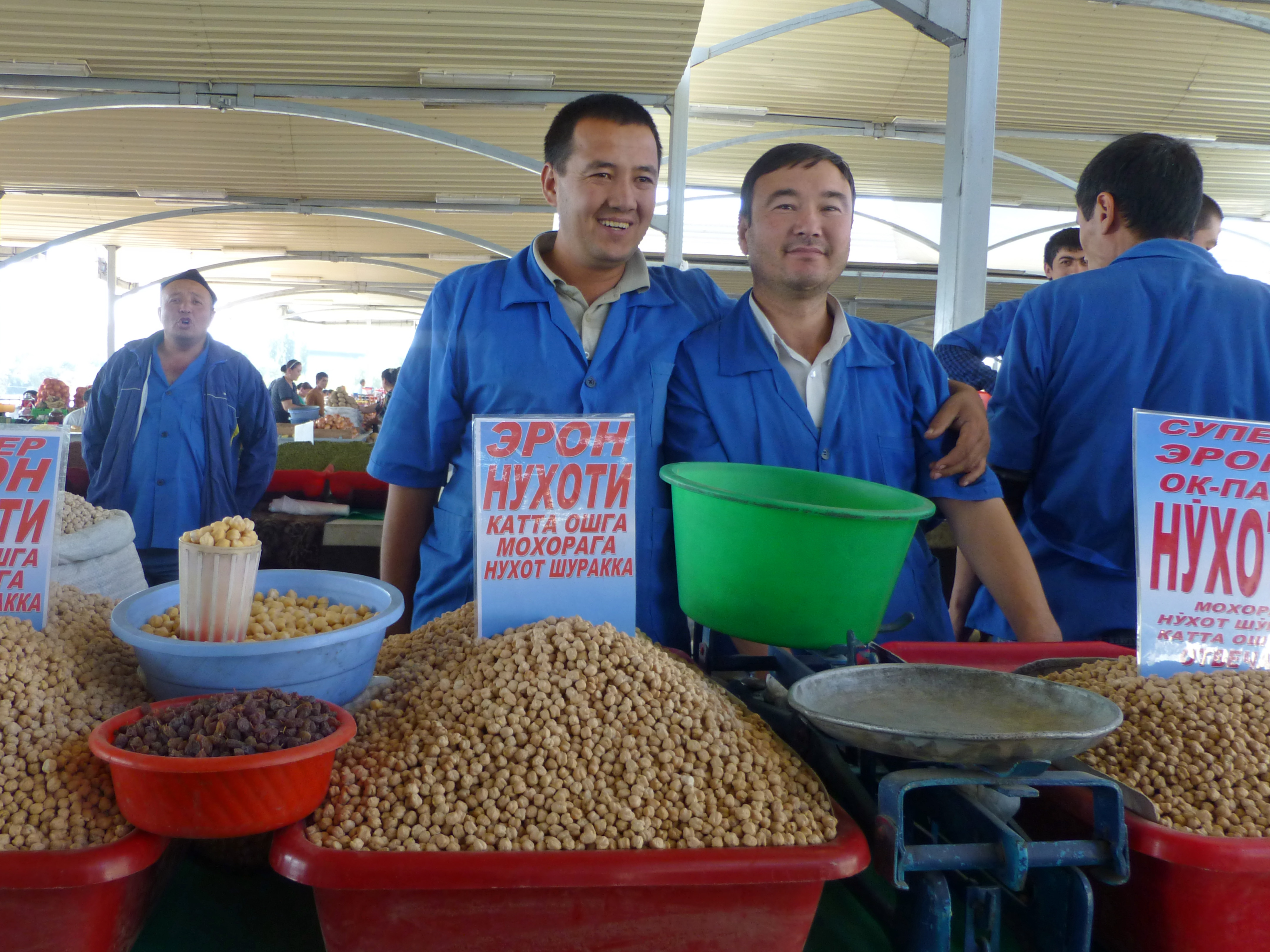
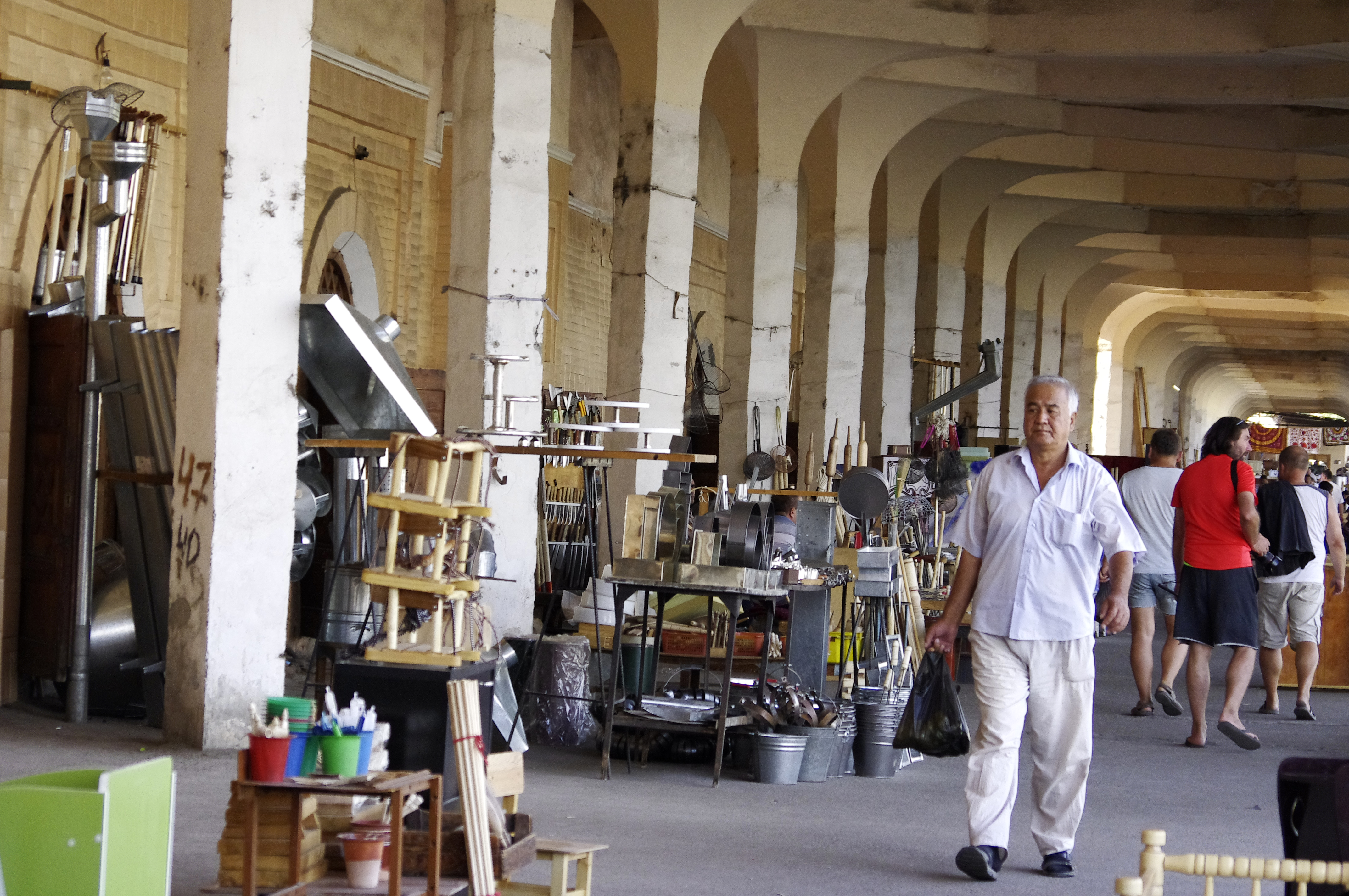